# Costa Marina
Die Costa Marina war ein Kreuzfahrtschiff der Reederei Costa Crociere. Es wurde ursprünglich 1969 als Frachtschiff in Dienst gestellt. Nach dem Verkauf durch die Reederei fuhr es von 2011 bis 2012 für die Marke Harmony Cruises und wurde 2014 in Alang verschrottet.

## Geschichte

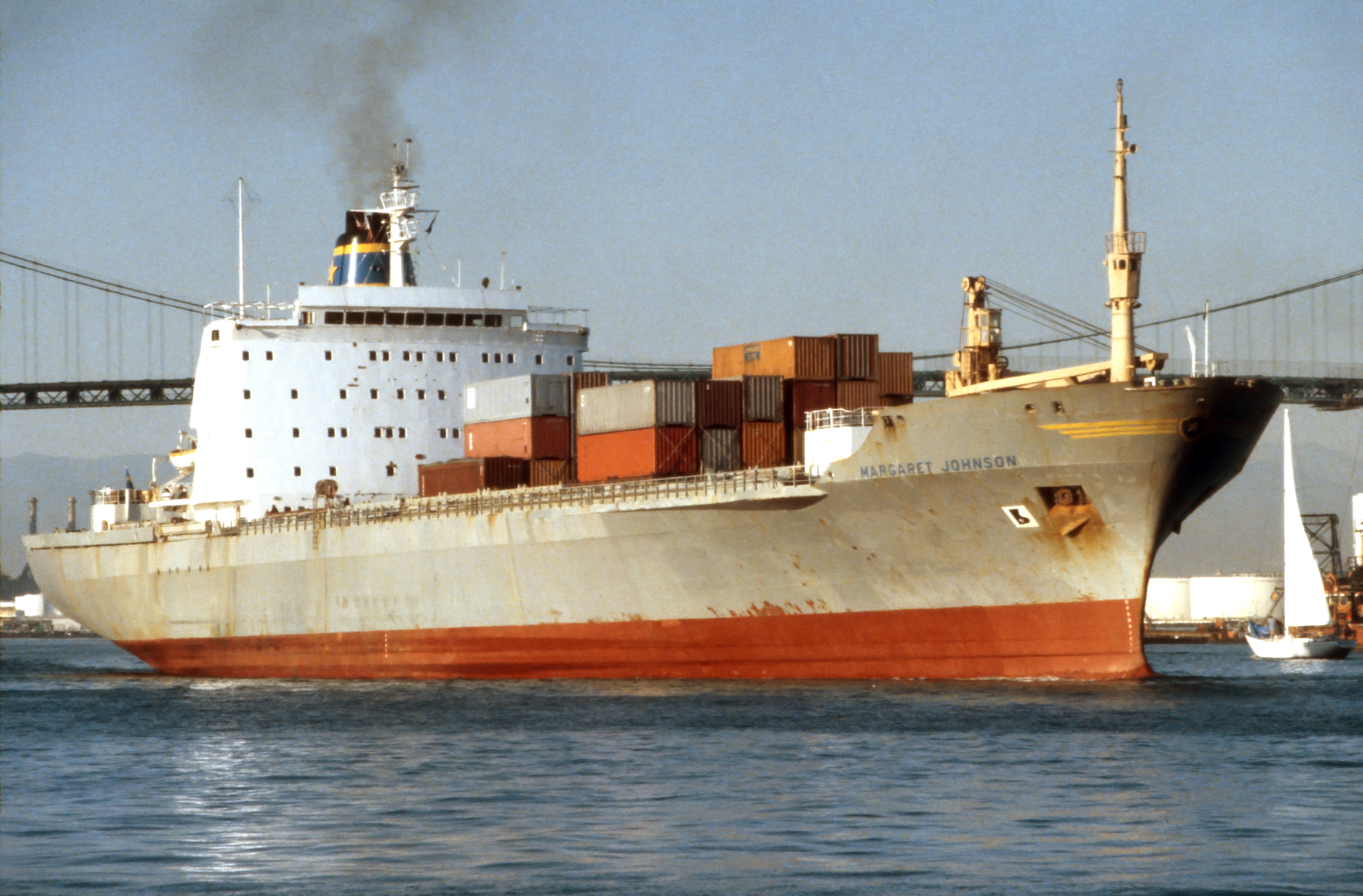
Ursprüngliches Aussehen des Schiffes (hier das Schwesterschiff Margaret Johnson)

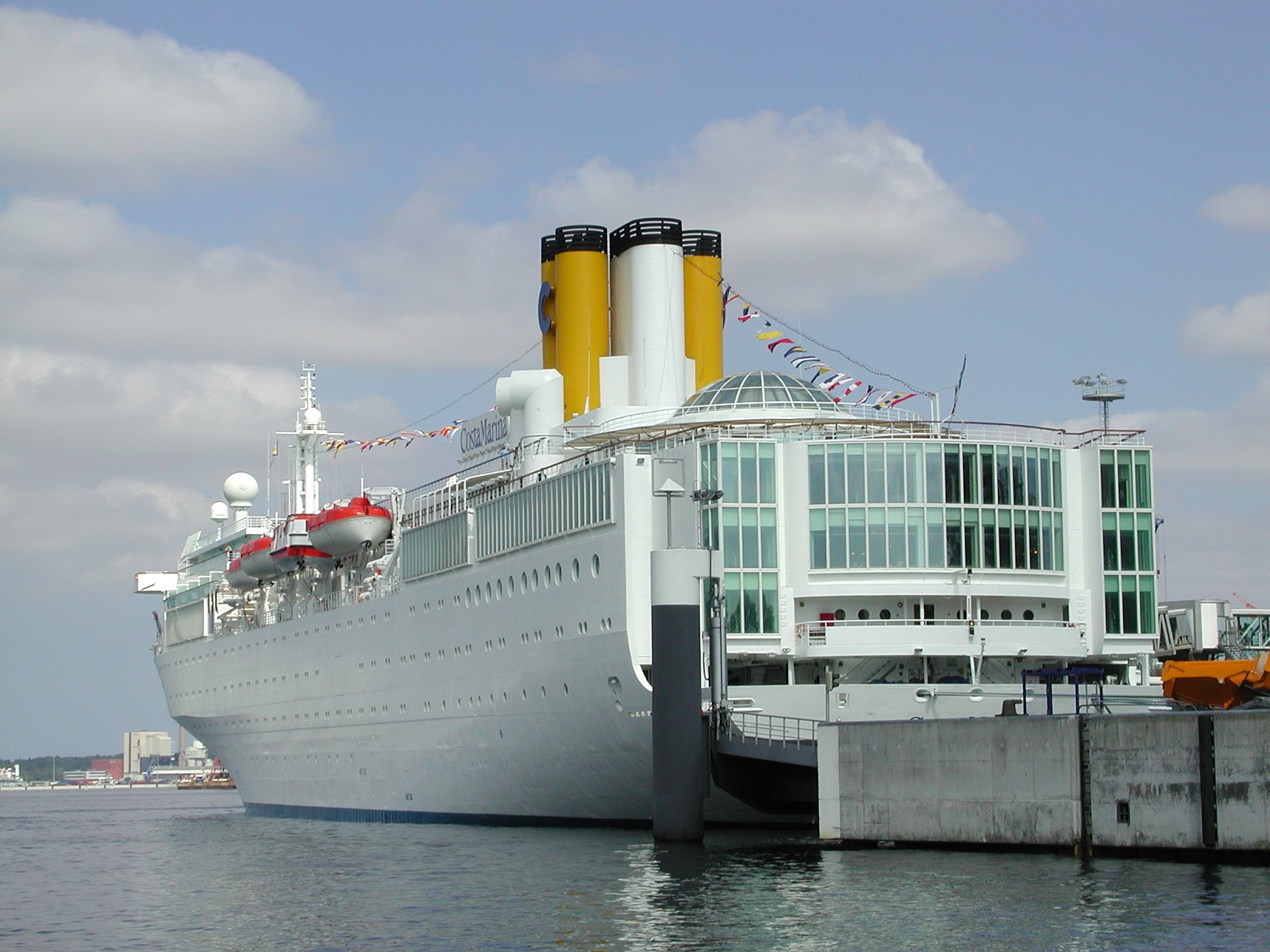
Als Costa Marina im Kieler Hafen

Die Club Harmony wurde im Jahr 1969 als Containerschiff Axel Johnson für die schwedische Johnson Line gebaut und als Typschiff einer Klasse von fünf Schwesterschiffen abgeliefert. 1986 wurde die Axel Johnson verkauft und in Regent Sun umbenannt.
Das Schiff sollte in der italienischen Mariotti-Werft in Genua zum Kreuzfahrtschiff umgebaut werden, was jedoch wegen finanzieller Schwierigkeiten scheiterte. Es wurde 1987 noch in der Werft erneut verkauft und in Italia umbenannt. 1988 schließlich kaufte Costa Crociere das Schiff und ließ es zur Costa Marina umbauen.
Der Umbau war für die Reederei rentabler als der Bau eines neuen Kreuzfahrtschiffes. In den Jahren 1990 bis 1992 wurde auch der Frachter Annie Johnson entsprechend umgebaut und als Costa Allegra in Fahrt gebracht.
Das Einsatzgebiet der Costa Marina war im Winter die Karibik und im Sommer das Mittelmeer. Anfang des 21. Jahrhunderts wurde das Schiff als deutschsprachiges Schiff vermarktet. Im Winter 2006/2007 wurde die Costa Marina als erstes Schiff der Reederei von Savona nach Asien verlegt und in Singapur stationiert.
Den Winter 2007/2008 verbrachte die Costa Marina im Indischen Ozean mit dem Basishafen Mauritius. Auf diesen 15-tägigen Kreuzfahrten wurden für Costa neue Ziele wie die Seychellen, Komoren, Kenia und Madagaskar angesteuert.
Vom 10. März bis 25. Mai 2011 und vom 13. September bis 13. November 2011 fuhr die Costa Marina in Charter für den französischen Reiseveranstalter TAAJ Crosières. Dabei bereiste sie ab Marseille Ziele im Mittelmeer und ab Calais in Nordeuropa.
Im November 2011 vercharterte Costa Crociere das Schiff mit Kaufoption an das südkoreanische Unternehmen Polaris Shipping Company in Seoul und verkaufte es im Juni 2014 an Polaris Energy & Marine, während Polaris Shipping Company weiter als Schiffsmanager fungierte. Polaris Shipping Company brachte das Schiff in ihr neu gegründetes Tochterunternehmen Harmony Cruises ein. Harmony Cruises setzte das Schiff zunächst als Harmony Princess und danach unter dem Namen Club Harmony vom Basishafen Busan aus für Kreuzfahrten in Fernost ein, stellte den Dienst Ende 2012 aber wieder ein. Ab Februar 2013 lag die Club Harmony im Hafen von Busan auf. Im Januar 2014 wurde sie in den Hafen von Gwangyang und von dort im August 2014 weiter zur Verschrottung nach Alang, Indien, geschleppt. Am 18. Oktober 2014 traf das Schiff auf Reede vor Alang ein, wo es am 25. Oktober als Harmony I auf den Strand gesetzt und anschließend abgebrochen wurde.

## Technische Daten
Der Antrieb des Schiffes erfolgt mit vier Pielstick-Dieselmotoren, die von Wärtsilä in Lizenz gebaut wurden. Zwei der Motoren sind Sechzehnzylinder-Viertaktmotoren mit jeweils 5.472 kW Leistung, zwei sind Zwölfzylinder-Viertaktmotoren mit jeweils 4.104 kW Leistung. Die Motoren wirken auf zwei Verstellpropeller.
Für die Stromversorgung an Bord stehen drei Dieselgeneratoren mit einer Scheinleistung von jeweils etwa 2.812 kVA sowie ein Dieselgenerator mit einer Scheinleistung von 750 kVA zur Verfügung.

## Schwesterschiffe
Die Club Harmony ist ein Schiff einer Klasse von fünf als Containerschiffe gebauten Einheiten. Dazu gehören die als Annie Johnson gebaute Costa Allegra (2012 in Aliağa verschrottet), die 1999 in Alang verschrottete Antonia Johnson, die 2007 in Alang verschrottete San Francisco sowie die 1987 in Aliağa verschrottete Margaret Johnson, die 1986 ebenfalls in ein Kreuzfahrtschiff umgebaut werden sollte.